# Falcon Lake Estates
Falcon Lake Estates statisztikai település az USA Texas államában, Zapata megyében. Lakosainak száma 962 fő (2020. április 1.).

## Népesség
A település népességének változása:

| 2010 | 1 036 |
| 2020 | 962   |